# 蓟州西站
蓟州西站，原为蓟县西站，位于中华人民共和国天津市蓟州区邦均镇赵庄子村东侧，是大秦铁路的一座火车站，等级为四等站，距大同站421公里，距秦皇岛站232公里，本站及相邻上下行区间均为电气化区段。大秦铁路为煤运铁路，全线不办理客运业务。该站于2023年更名，晚于蓟县撤县设蓟州区多年。